# Vennenberg
Vennenberg is een buurtschap in de gemeente Dalfsen in de Nederlandse provincie Overijssel. Het ligt in het zuidoosten van de gemeente, 3 kilometer ten noorden van Lemelerveld.

## Geschiedenis
Een oudere benaming voor de Vennenberg is "'t Rechter Sant". Het lag grotendeels op het grondgebied van de Graven van Rechteren Limpurg. Het was een heidegebied met vennetjes tussen Rechteren, Hessum, Vilsteren en het moerasgebied Dalmsholte. Bewoning geschiedde vanaf 1650. Het waren vooral jonge boerenzonen van de aloude erven in Hessum en Vilsteren, die hier een bestaan trachten op te bouwen. De heide werd platgebrand en omgespit en bemest met plaggen om daarop nog een beetje landbouw te kunnen beoefenen. Hiervoor werd de term aangraven of aansmijten gebezigd. Met toestemming van de Graaf werd er een eenvoudig houten huisje getimmerd, dat met stro werd bedekt. En zo werd een karig bestaan begonnen. Dit huisje of katerstede was het enige eigendom van deze keuters.  Boekweit, spelt en rogge waren de granen, die men op de slechte zandgrond met wisselend succes verbouwde. Opvallend is dat de Graaf van Rechteren, die zelf Nederduits Gereformeerd was en op de grote erven rond het kasteel ook alleen maar Protestantse pachtboeren toeliet, hier op de Vennenberg vooral jonge katholieke boeren liet pionieren. Wel moet gezegd worden dat het woeste gronden van niet al te beste soort waren, dat de grond nooit eigendom kon worden, maar alleen gepacht en dat er een pachtprijs werd geheven in geld en natura. Bovendien was men verplicht een aantal dagen per jaar zonder betaling voor "den Hof" te werken. Omdat de grond niet genoeg opbracht om van te leven, verdienden de meeste keuters of kotters, zoals ze werden genoemd bij als dagloner; of wel op de grote erven of op het landgoed Rechteren zelf. De Rentmeester van Rechteren hield in kleine pacht- en loonboekjes van iedere pachter keurig bij wie wanneer had gewerkt en hoeveel uur. Het verdiende loon werd verrekend met de te betalen pacht. Deze pachtboekjes bevinden zich nog steeds in het Archief Rechteren, dat wordt bewaard in het HCO te Zwolle. Ze vormen een interessante bron van informatie. Hierin vinden we de namen van de eerste bewoners van de Vennenberg zoals: Gerrit Jansen of Gerrit op 't Sant, Jan Gerrits of Jan IJdens op 't Sant, Jochem Jochems later Jochem Hulsebosch. In de DTB boeken van de Parochie Vilsteren staan de bewoners van deze buurtschap eveneens vermeld evenals in de DTB-boeken van Dalfsen. Van een enkele bewoner in 1650 groeit het aantal gezinnen in de achttiende eeuw geleidelijk naar een aantal van vijftien. Zie daarvoor ook de volkstellingen van 1748 en 1795 in de gemeente Dalfsen. Zo ontstond op het grondgebied van Rechteren de zogenaamde Grote Vennenberg en vormde zich rond 1800 op het grondgebied van de Marke Hessum de zogenaamde Kleine Vennenberg met nog eens drie boerenerfjes, die ook gesticht werden door boerenzonen uit Hessum en Vilsteren. Op de Kadastale Kaart van Dalfsen uit 1830 vindt men de namen van alle katersteden van de Vennenberg terug. Begin 1900 verdwijnt een groot deel van de Grote Vennenberg, de huisjes worden afgebroken en de vrijkomende ruimte wordt ingeplant met verschillende soorten naaldbomen. Nog over is de katerstede Hulsebosch aan de Vennenbergweg (nog steeds zandweg), het Veldjans midden tussen de bossen en een erf, waar nu de naam "Schaapskooi" op staat en waarnaar de langslopende verharde weg is vernoemd. Deze weg was vroeger een zandweg en vormde de verbinding tussen Zwolle, Dalfsen, Kasteel Rechteren en Kasteel de Schuilenburg in Hellendoorn en verder Twente in en komt al voor op de vroegste kaarten van Overijssel.
Hoofdplaats: Dalfsen      Dorpen: Ankum · Hoonhorst · Lemelerveld · Nieuwleusen · Oudleusen

Buurtschappen: Broekhuizen · Dalfserveld · Dalmsholte (deels) · De Marshoek · De Meele · Den Hulst · Emmen · Engeland · Gerner · Hessum · Holt · Lenthe · Mataram · Millingen · Ooster-Dalfsen · Oudleusenerveld · Rechteren · Rosengaarde · Ruitenveen · Slennebroek · Strenkhaar · Vennenberg · Welsum

Voormalige gemeenten: Nieuwleusen

Overijssel · Steden en dorpen in Overijssel      Nederland · Provincies · Gemeenten